# Stäfa
Stäfa (gzu. Stääfe) – miejscowość i gmina (Politische Gemeinde) w północnej Szwajcarii, w kantonie Zurych, w okręgu (Bezirk) Meilen. Leży nad Jeziorem Zuryskim.

## Demografia
W Stäfie mieszka 14 889 osób. W 2021 roku 20% populacji gminy stanowiły osoby urodzone poza Szwajcarią.

## Transport
Przez teren gminy przebiega droga główna nr 17.